# Los que van quedando en el camino
Los que van quedando en el camino es una obra de teatro chilena escrita por la dramaturga Isidora Aguirre. Está basada en hechos reales sobre la historia de campesinos sobrevivientes a la masacre de Ránquil. La obra fue producida por el Departamento de Teatro de la Universidad de Chile bajo la dirección de Eugenio Guzmán, musicalizada por Luis Advis. Posteriormente se estrena en el Teatro Antonio Varas en el año 1969.
La obra se conforma por dos actos. El primero tiene como nombre «Días buenos» y se divide en cuatro actos, luego el segundo llamado «Días malos». En 1971 la autora gana el Premio Municipal de Literatura de Santiago.

## Argumento
Esta obra es un homenaje a los Campesinos de Ranquil, hecho que ocurrió en la década de los treinta en localidad de Ránquil, novena región de la Araucanía, Chile. En consecuencia de la reforma agraria bajo el régimen de Arturo Alessandri Palma. Esta obra gira en torno al Año 1934 con la masacre de Ránquil  Y en 1969, aun con el enfrentamiento de los campesinos y el gobierno continuando con  la regularización de esta reforma. Reflejando la dura lucha de campesinos y mapuches por defender su tierra.
En comentario que muestra una visión clara de lo que significa la obra, Volodia Teitelboim explica el sentido brechtiano y afecto que realmente se siente al ser lector y espectador destacando la genialidad de la autora.

Es un drama social, apto para ser representado en la plaza. Agitador y político, en el sentido brechtiano. Es decir, parte de la exposición critica de la realidad para transformarla, una vez que los hombres tomen conciencia de que pueden y deben destruir lo insoportable.
Volodia Teitelboim

Es un drama social, apto para ser representado en la plaza. Agitador y político, en el sentido brechtiano. Es decir, parte de la exposición critica de la realidad para transformarla, una vez que los hombres tomen conciencia de que pueden y deben destruir lo insoportable.
La autora se inspiró en una frase del libro “Pasajes de la guerra Revolucionaria” de Ernesto Che Guevara para darle nombre a su obra ya que la protagonista da a ilusión que se olvida a los muertos que lucharon y a los que quedaron vivos y no siguieron luchando por sus ideales.

de los que no entendieron bien, de los que murieron sin ver la aurora, de sacrificios ciegos y no retribuidos, de los que van quedando en el camino, también se hizo la revolución
Ernesto Che Guevara

El prólogo introduce a la dramatización que se inspira  en la batalla de Ránquil, comenzando como lugar en el Valle de Lonquimay y el Alto del Biobío. Luego del incumplimiento de esta promesa, los terratenientes y el gobierno ignoraron aún más la apelación de sus tierras a los campesinos. Como consecuencia los campesinos se organizaron haciendo un sindicato y se alzaron saliendo a luchar. El gobierno prosiguió por haberse relevado esto conllevó a que los campesinos lo pagaran con la muerte, fusilándolos a las orillas de río Biobío, apresando, persiguiendo y reprimiéndolos por un largo tiempo.

Actor l- Allá por los años veinte un gobierno “progresista” prometio la tierra a los campesinos pobres.

Coro -Igual que hoy.

Actor ll – loa alento para salir de su esclavitud resignada y ellos, confiados en la ley, reclamaron sus derechos

Cambia al año 1969, con una protesta que marcha hacia la capital y se enfoca con el personaje de Lorenza Uribe una rebelde campesina y una sobreviviente de la masacre ya anciana, cuidando a su sobrino nieto Juanucho. Cuenta la historia de cómo se efectúa la revolución de los lugareños de Lonquimay. Aconteciendo en los años 1928 y 1934.

Los Tres Hermanos - Hable de los muertos. . .

Dominga-De los muertos del rio.

Lorenza -No quiero contar desgracias. . . (Tema musical)Alegre en guitarra) Vine a lavar esta lanita en el estero. . . el estero de Santa Bárbara. . . como en los días buenos. (Volviéndose hacia ellos) ¡De eso vamos a hablar “de los días buenos”!

A continuación La obra se divide en dos actos, el primero es llamado “Días Buenos”. Inicialmente avanza con el recuerdo de una Lorenza Uribe anciana, llevándola a una especie de túnel del tiempo junto con sus hermanos y madre sobre la vida cotidiana. El aprendizaje del telar, los “dones Uribe” valores del respeto y el amor. Acto seguido entra Pedro hermano de Lorenza, que llega de la ciudad trayendo novedades. Pedro cuenta que salió una ley que el estado permite dar tierras a los pobres para que la trabajen, las tierras son del fisco pero los dueños de los fundos la han inscritos para agrandar sus tierras y hacerse más ricos

Pedro - Son tierras del Fisco, pero los dueños de fundo las han inscrito como suyas para agrandar sus potreros. Bajando hacia Mulchen y Lonquimay, hay tierras de esas, ¡usurpadas!

Mañungo-Puchas digo. . . ¿y es fácil conseguirlas?

Pedro (Paternal) Nada es fácil, Mañungo.

Recordando que tiene una conversación con su familia,  Se abren al debate entre sus historias de vida que trata de la pobreza del pasado y presente, la ignorancia del campesino, sobre leyes injustas que realiza el gobierno y en la posición actual en el que se encuentran. Continua centrándose en la formación del Sindicato Agrícola de Lonquimay que hará los lugareños se inscriban en el proyecto educacional.

Rogelio -En estas cordilleras donde a uno lo encierra el invierno, ni la palabra “educacion” es conocida. Pero conviene ir mentalizándola: es más útil que las carabinas para pelear el derecho a la tierra.

Entra Lucila Naranjo, una joven entusiasta que se quiere inscribir en el sindicato para aprender a leer y escribir la descubre su papá, Naranjo, la persigue muy molesto tratando de golpearla físicamente negándose a que una al sindicato diciendo que es un grave error y su familia no necesita educarse. Una mujer la defiende al principio y después deja que Naranjo la atrape propinándole golpes con un cinturón, Lucila suplicando que no le pegue trata de hacerlo entrar en razón diciéndole que si sabe leer y escribir será conocimiento, con eso le podrá ganar la tierra a los hacendados.

Lucila-(Llorando) No taitita, no me pegue. . . si dicen que teniendo instrucción, el pobre le puede ganar la tierra a los ricos

La organización sindical tiene problemas entre l los hacendados ya que sufren abusos y el contrabando de animales

Hombre lll - Aquí mismo denuncio a su marido por contrabando de animales por la cordillera.

También se menciona que todas esas acciones que hacen los patrones son para tenerlos atados trabajando para ellos y así tenerlos esclavizados.

El viejo – (Se levanta, socarrón) Bueno. . . que aquí se dice que  los patrones, con buenas palabras y engañitos, nos tienen bien atados al yugo. Así será, pues. (Pausa) Pero yo digo  ¡que está bien que haya patrones! El pobre, siendo tan miserable, ¿cuándo va a ayudar al pobre? ¡Hace falta que haya un rico cerca, que le tienda la mano! (Sale).

Bajo esta nueva ley, campesinos y mapuches vivieron por un tiempo ilusionados ya que el gobierno les prometió la adquisición de tener sus propias tierras. Entra el secretario del sindicato, Pedro junto con Mañungo dando la noticia de que ganaron las tierras de Ránquil. Le entregan un documento al subdelegado donde comprueba que se repartirán la Hacienda, ya los presentes celebran. José grita sobre los terrenos de Nitrito y no hay aprobación de los presentes, el subdelegado los felicita diciendo que está orgulloso a una nación progresista y los aconseja que deben ser responsables, digno y con cultura sobre las nuevas leyes. Se va el subdelegado y los del sindicato hacen una fiesta popular campesina.
Acto segundo y último de la obra llamado Días Malos, aconteciendo en 1934 con el alzamiento de los campesinos de Lonquimay, ya que los terratenientes con los abusos mandando a sus guardias particulares desalojando a los pueblerinos que vivían allí, destruyendo sus domicilio, botando sus alimentos y muebles.  violentándolos y tratando de obligarlos a desocupar dónde Vivían.

Lorenza habla con las visiones de sus hermanos que le dicen que los recuerde a ellos y a la lucha a lo que ella le reclama que no los quiere volver a recordar ni tampoco a los sucesos malos que pasaron en ese tiempo.

Lorenza -No... Hasta aquí llega la Lorenza! los días malos los borre de mi memoria!

Los hermanos -Vuelva atrás, hermana. Hable de los que cayeron.

El alzamiento de Ránquil ocurrió en el año 1934, por el efecto de los hostigamientos, esclavitud y falsas promesas de parte del gobierno. Provocando protestas por parte de trabajadores de los lavaderos de oro, pelearon hasta que murieron por sus tierras. 
Bajo la música de toda la obra por del compositor Chileno Luis Advis, con la canción final adaptado al discurso “Segunda Declaración de La Habana” de Fidel Castro en canción.

Se les ve día a día marchando

día a día en marcha sin fin
con machetes y palos y piedras
ocupando las tierras ya van

se les ve ya fincando sus garfios

## Recepción y Crítica
La autora está muy comprometida con el pueblo chileno mostrando en "Los que van quedando en el camino" un nuevo desafío en producción teatral en los años sesenta con una postura estético-política del teatro transparentando  la tradición y relación con el compromiso político de aristas de una revolución teatral de masas. El director Guillermo Calderón da nueva puesta en escena que se hizo en 2010 sobre el dramatismo que realizó anteriormente Eugenio Guzmán repitiendo el mismo efecto en la conciencia de los espectadores. Esta obra no solo es un llamado a reflexionar los elementos brechtianos, también agrega que con esto es una afirmación a la posición revolucionaria a favor de la clase baja y que debería tener más cabida en la memoria de todos los ciudadanos.

Escribió así obras que mostraban como ninguna otra la vida de miles de personas explotadas, desplazadas, masacradas por su origen de clase o etnia. Así fue la creación “Los Papeleros” y “Los que van quedando en el camino” (sobre la masacre de Ranquil de 1934), textos que forman parte de este archivo digital.
Iván Ljubetic

Por eso, esta obra no solamente es un llamado a una revolución y un cambio de las condiciones socio económicas, sino, asimismo, un rescate de la memoria colectiva.
Veronika Vogel

No podemos negar el clima de emoción que se vive en los aplausos finales del montaje, los himnos políticos llenan el espacio mientras caen pequeños papelitos amarillos con la frase del Che Guevara que da título a la pieza.
Pía Gutiérrez Díaz

La búsqueda que Aguirre emprendió fue la puesta en tela de juicio de los discursos históricos a partir del accionar político del pueblo como agente, así lo vemos en Los papeleros o En los que van quedando en el camino, en donde la confrontación, la exigencia en la toma de decisiones, la reflexión y la indagación en la condición humana y marginal son la materia y el molde con el que formula su teatro de resistencia que apela a la transformación.
Clara María Parra

## Obra de teatro
La obra se efectuó en 1969 realizado por Teatro Experimental Popular Aficionado (TEPA) para alentar la cultura y educación sobre la propuesta y patrocinio la política de Salvador Allende como una forma de noción e información que la prensa omitía la sociedad.

## Éxito y presentaciones
Después de haberse estrenado la obra a nivel nacional en la dirección de Eugenio Guzmán en 1969 también se reestrenó en el año 2010 bajo la nueva dirección de Guillermo Calderón con algunos de los actores originales de la obra inicial en el Festival de Santiago a Mil.
Se conoció a nivel internacional estrenándose en América Latina, en países como México estrenándose en el Centro Libre de Experimentación Teatral (CLETA), Colombia en Teatro Experimental «La Mama». En Europa fue llevada en giras siendo traducida y adaptada por países como Alemania,Holanda y Austria.